# Ma nhớt
Ma nhớt hay ma nhọ nồi hay ma nhớt râu xanh là tên gọi dân dã của cộng đồng một số vùng trên thế giới dùng để chỉ về chỉ những kẻ gian hay tên tội phạm chuyên mặc mỗi quần lót và trét mỡ hoặc nhớt khắp người chuyên tấn công phụ nữ vào ban đêm hoặc với những hành vi khác là trộm cắp tài sản, sàm sỡ phụ nữ đang ngủ. Ở Srilanka, ma nhớt có tiếng địa phương là yaka và là nổi ám ảnh và khủng hoảng cho đất nước này.
Ở Việt Nam, ma nhớt còn có tên là ma nhọ nồi hay ma nhớt râu xanh dùng để chỉ về những người bôi nhớt hay nhọ nồi lên mình để nữa đêm thực hiện hành vi trộm cắp hay sàm sỡ phụ nữ đang ngủ và cũng gây hoang mang trong một bộ phận nhân dân. "Ma nhớt" thực chất là những tên trộm cắp chuyên hoạt động về đêm, chúng hóa trang bằng cách bôi nhọ nồi và dầu nhớt lên khắp cơ thể nhằm tránh bị nạn nhân nhận dạng và bắt giữ.

## Các vụ việc

### Ở Srilanka
Loại tội phạm này đã xuất hiện từ lâu ở Sri Lanka, trong thời gian năm 2011, các vụ tấn công tăng đột biến, gây hoảng loạn khắp các vùng nông thôn ở nước này. Trong 3 ngày liên tiếp trong năm 2011 đã có 3 vụ "ma nhớt" đột nhập nhà dân và bệnh viện ở Vavunathivu để hãm hiếp phụ nữ. Tình hình căng thẳng đến nỗi phụ nữ giờ không dám bước chân ra khỏi nhà vào ban đêm còn đàn ông tự trang bị vũ khí để săn lùng thủ phạm. Một người dân cho biết rằng "Bọn chúng chuyên đột nhập vào nhà, hãm hiếp rồi còn cắn vào cổ và ngực nạn nhân".

### Ở Việt Nam
Ở Việt Nam, ma nhớt đột nhập vào nhà chỉ mặc quần đùi, trên người trét đầy nhọ nồi (một số thường không mặc quần áo, bôi nhớt khắp người và bôi bẩn lên mặt khi thực hiện hành vi). Nạn nhân hầu hết là phụ nữ đang ngủ say. Ma nhớt hiện đang rộ lên ở Long An thực ra chỉ là bọn tội phạm chuyên dùng dầu nhớt bôi lên người xông vào nhà (chủ yếu là phụ nữ, những cặp vợ chồng mới cưới) giật dây chuyền, điện thoại di động… Những tên trộm này chọn khu vực vùng quê, gia đình có tiền, đeo nhiều trang sức, đặc biệt lợi vào lúc đêm khuya, mọi người trong nhà ngủ say để ra tay.
Một số vụ việc có thể kể đến gồm:
- Vụ ma nhớt ở ấp Cầu Đồn, xã An Lục Long, huyện Châu Thành, tỉnh Long An đột nhập vào nhà của một nạn nhân nữ rạch màn giật sợi dây chuyền 2 chỉ 18k trên cổ nạn nhân, rồi chạy ra ngoài sân, tẩu thoát.
- Tại nhà của một nạn nhân ở ấp Lộ Đá, xã An Lục Long, bóng đen kiểu "ma nhớt" đã cắt hàng rào, mở khoá cửa đột nhập vào nhà vén màn giật sợi dây chuyền 4,5 chỉ vàng 18 k, khi nữ nạn nhân đang ngủ say.
- Một nữ nạn nhân khác ở ấp Long Hoà, xã Long Trì, Châu Thành, Long An cũng bị "ma nhớt" giở màn, giật sợi dây chuyền 2 chỉ vàng 18k.
- Không riêng ở huyện Châu Thành, tại các huyện: Tân Trụ, Tân Hưng, Vĩnh Hưng, bọn cướp giật theo kiểu "ma nhớt" cũng tái diễn.
- Đặc biệt là vụ việc của ma nhớt Nguyễn Văn Tèo bị truy tố về tội hiếp dâm và cướp tài sản (hai tội cướp giật tài sản và dâm ô với trẻ em) với thành tích hơn 90 lần đột nhập giường ngủ phụ nữ.. Tính chung, ma nhớt này đã đột nhập vào giường ngủ của 26 phụ nữ, gây ra hàng loạt vụ cướp tài sản, hiếp dâm. Lợi dụng đêm tối, đột nhập vào nhà của nhiều phụ nữ ở huyện Thủ Thừa, Bến Lức, Tân Trụ và thị xã Tân An. Khi nạn nhân đang ngủ say, anh ta giật trang sức trên người họ. Nguyễn Văn Tèo còn có hành vi cưỡng hiếp một bé gái chưa đến tuổi thành niên ngay tại nhà riêng của cô bé. Ma nhớt này cũng từng thực hiện hành vi tương tự với hơn 64 nạn nhân ở Tây Ninh và đã bị kết án 3 năm tù.
- Ngoài ra còn vụ 8 thanh niên trong nhóm ma nhớt huyện Dương Minh Châu, Tây Ninh chuyên rình phụ nữ ngủ say, với hơn 70 lần đột nhập vào nhà dân rạch màn, giật dây chuyền phụ nữ ngủ say. Nhiều nạn nhân còn bị chúng giở trò sàm sỡ, băng "ma nhớt" được thành lập từ năm 2006, chuyên đột nhập nhà dân giật dây chuyền phụ nữ đang ngủ say. Ban ngày, thành viên đi xe máy rảo trên đường, phát hiện chị em đeo dây chuyền chúng bám theo để biết nhà, rồi đêm ra tay. Khi đột nhập, chúng phân công một số thành viên thực hiện, số còn lại đứng ngoài canh. Vào được trong nhà "ma nhớt" dùng dao lam rạch mùng, giật đứt dây chuyền... Đôi khi, đạo tặc còn sàm sỡ nạn nhân trước khi bỏ đi. Băng nhóm tội phạm này khi gây án chỉ mặc quần đùi, trét lên mình một chất màu đen nên người dân gọi là "ma nhớt".
- Ngoài ra còn có hai 'ma nhớt' thường bôi dầu hoặc nhớt lên khắp người, rồi nửa đêm lẻn vào nhà dân hành sự chuyên cướp tài sản, lẻn vào giường phụ nữ cướp dây chuyền và trộm tại xã Lộc Hưng huyện Trảng Bàng nhóm này đã thực hiện trót lọt 10 vụ đột nhập vào nhà, rạch mùng cướp dây chuyền tại huyện Bến Cầu, Châu Thành, Trảng Bàng. Nạn nhân mới nhất ngụ ấp Bố Lớn, xã Hòa Hội, huyện Châu Thành, hai tên đã lẻn vào phòng ngủ, giật dây chuyền của nạn nhân khi đang nằm ngủ cạnh chồng.
- Trên địa bàn tỉnh Bạc Liêu cũng xuất hiện nhiều vụ trộm cấp rất bạo dạn, chúng đột nhập vào tận phòng ngủ kiểu "ma nhớt" trộm tiền bạc, trang sức... khi nạn nhân đang ngủ say. nhiều trường hợp chúng đề phòng chủ nhà phát hiện bằng cách cô lập, khống chế là dùng kim tây kết quanh màn với chăn lại, một khi bị phát hiện thì chủ nhà khó thoát ra khỏi màn, bọn chúng nhanh chân dễ dàng tẩu thoát.
- Mới đây nhất, ma nhớt lại tiếp tục lông hành ở huyện Châu Thành, Long An.[1][2][3]

## Tác động xã hội

### Ở Việt Nam
Ở Việt Nam, việc các ma nhớt táo tợn hoành hành khiến các những phụ nữ hết sức hoang mang. Các vụ trộm xảy ra tương tự, với cách thức tinh vi, táo tợn nhưng chưa được ngăn chặn đang gây hoang mang cho bà con nông thôn. Ở Long An, tại thời điểm có vụ việc xảy ra Công an các huyện, thị đã giăng bẫy nhưng không có con "ma nhớt" nào sa lưới.
Mặc dù có nhiều kẻ phạm tội đã sa lưới pháp luật, nhưng thời gian dài những cô gái mới lớn và phụ nữ đã lập gia đình ở vùng Long An và Tiền Giang vẫn còn bị ám ảnh bởi "con ma nhớt". Nó chuyên xuất hiện từ trong bóng tối với tấm thân trần trùng trục thoa đầy dầu nhớt trơn tru, rồi đột nhập vào nhà tắm để giật đồ nữ trang, đôi khi ma nhớt còn dùng tay sờ soạng nơi kín của nạn nhân với hàng chục vụ ra tay phạm tội.

### Ở Srilanka
Chính quyền Srikanka đã rất chật vật để đối phó với nạn ma nhớt. Các sĩ quan cảnh sát cấp cao tại những khu vực bị ảnh hưởng đã được lệnh tỏa đến các ngôi làng nhằm xoa dịu nỗi sợ về "ma nhớt". Các sĩ quan cảnh sát cũng làm việc với các lãnh đạo tôn giáo và những nhân vật có uy tín tại địa phương để trấn an dân chúng và xoa dịu bất ổn. Truyền hình Sri Lanka đã phát sóng hình ảnh của một nam giới mà cảnh sát xác định là nghi phạm "ma nhớt" với khuôn mặt phủ đầy phấn mỡ. Ngoài ra, cảnh sát khẳng định phần lớn nghi phạm là cư dân địa phương và cũng không loại trừ có kẻ lợi dụng nỗi sợ hãi của dân chúng để phao tin đồn gây bất ổn.
Người dân cáo buộc cảnh sát bất lực nên tự tổ chức săn lùng "ma nhớt" hoặc biểu tình phản đối chính quyền, dẫn tới nhiều vụ bạo động. Cảnh sát đã bắt 100 người bị nghi là "ma nhớt" hoặc kích động dân chúng chống đối, đồng thời kêu gọi người dân bình tĩnh.
Trong cuộc khủng hoảng về tội phạm ma nhớt năm 2011, cảnh sát Sri Lanka đã bắt hơn 100 người vì tình nghi làm "ma nhớt" và khủng bố dân chúng ở hơn 1.800 ngôi làng trên toàn quốc. Khủng hoảng lan rộng khắp đất nước. Nỗi sợ đối với "ma nhớt" khiến dân chúng bất bình với cảnh sát và chính quyền, cáo buộc họ bất lực trong việc đối phó bọn tội phạm quái dị này.
Các cuộc biểu tình phản đối liên tiếp nổ ra, có nơi dẫn đến bạo lực và đã có năm người thiệt mạng. Trong một số vụ việc gồm:
- 2 thanh niên bị chém chết trong tuần qua tại một đồn điền trà ở thị trấn miền trung Haputale vì bị nghi là "ma nhớt".
- Một người 22 tuổi thiệt mạng ở huyện Kandy do sập bẫy lợn rừng trong lúc đang đuổi theo một "ma nhớt" khác.
- Ở huyện Amparai, một phụ nữ chém chết một kẻ bôi phấn mỡ đầy mặt tính tấn công cô này.
- Và huyện Amparai, 3 người bị bắt vì tấn công một nhóm cảnh sát mà họ cho là "ma nhớt". Khi nghe tin, dân làng kéo đến ném đá vào đồn cảnh sát và đòi thả nhóm người trên. Hậu quả là cảnh sát nổ súng vào đám đông phẫn nộ, làm một người thiệt mạng.

Một căn cứ hải quân ở Kinnya, miền đông Sri Lanka đã bị một đám đông khoảng 500 người tấn công do tình nghi chứa chấp "ma nhớt", người dân đập phá một cơ quan công quyền và làm bị thương nhiều viên chức nhà nước ở thị trấn Vavunathivu, cũng thuộc miền đông, để đòi chính quyền có biện pháp ngăn chặn "ma nhớt" hiệu quả.
Đến ngày 24 tháng 8 năm 2011, đã có sáu người thiệt mạng và hàng trăm người bị thương trong các vụ bất ổn liên quan đến "ma nhớt" ở Sri Lanka. Đám đông tấn công một sĩ quan cảnh sát ở thị trấn tây bắc Puttalam do nghi ngờ ông bao che cho "ma nhớt" và người này tử vong tại bệnh viện. Cũng tại Puttalam đầu tuần này xảy ra 2 vụ đụng độ giữa người dân và chính quyền khiến một cảnh sát và 5 dân thường bị thương. Các nhân chứng kể lại dân làng đang đuổi theo "ma nhớt" thì bị cảnh sát ngăn chặn nên xảy ra va chạm.
Diễn biến phức tạp đên nỗi, Bộ trưởng Quốc phòng Gotabaya Rajapaksa đã cảnh báo dân chúng không tự xử trí cuộc khủng hoảng, đồng thời kêu gọi cảnh sát hoạt động hiệu quả hơn. Giới quan sát cho rằng những vụ phản đối vừa qua chứng tỏ người dân đang mất lòng tin vào giới công lực nói riêng và chính quyền nói chung. Để rồi những vụ "ma nhớt" tấn công nhỏ lẻ, mang tính cục bộ địa phương biến thành khủng hoảng trên toàn quốc.